# جياني بلاديني
جياني بلاديني (بالإيطالية: Gianni Paladini)‏ هو رجل أعمال ورئيس ولاعب كرة قدم إيطالي، ولد في 1945 في نابولي في إيطاليا. لعب مع نادي نابولي.